# Mauro Taccola
Mauro Taccola (Uliveto Terme, 13 marzo 1924 – Modena, 16 settembre 1950) è stato un calciatore italiano, di ruolo centrocampista.

## Carriera
Nella stagione 1942-1943 ha vinto un campionato di Prima Divisione con la maglia del Viareggio.
Ha esordito nel Pisa in Serie C nell'annata 1945-1946; è stato riconfermato in rosa per la stagione 1946-1947, giocata nel campionato di Serie B, e per la stagione successiva, anch'essa nella serie cadetta. Ha giocato in Serie B con la squadra toscana anche nella stagione 1948-1949, nella quale ha disputato 40 partite. Nel 1949 ha lasciato i neroazzurri, con cui ha disputato in carriera complessivamente 121 partite.
Ha partecipato al campionato di Serie B 1949-1950 con il Modena, mettendo a segno 3 reti in 34 presenze.
In carriera ha giocato complessivamente 137 partite in Serie B, nelle quali ha messo a segno un totale di 14 gol.

## Palmarès

### Club

#### Competizioni nazionali
- Prima Divisione: 1

Viareggio: 1942-1943